# Мілони
Мілони (пол. Miłony) — село в Польщі, у гміні Ружан Маковського повіту Мазовецького воєводства.
Населення — 47 осіб (2011).
У 1975-1998 роках село належало до Остроленцького воєводства.

## Демографія
Демографічна структура станом на 31 березня 2011 року:
|          | Загалом | Допрацездатний вік | Працездатний вік | Постпрацездатний вік |
| -------- | ------- | ------------------ | ---------------- | -------------------- |
| Чоловіки | 28      | 9                  | 17               | 2                    |
| Жінки    | 19      | 4                  | 13               | 2                    |
| Разом    | 47      | 13                 | 30               | 4                    |